# Гендерне насильство в школі
Гендерне насильство в школі (ГНШ) — дії або погрози сексуального, фізичного чи психологічного насильства, які відбуваються в школах і навколо них. Цей вид насильства зумовлений гендерними нормами та стереотипами. Насильство може включати словесні образи, залякування, сексуальне насильство, переслідування та інші види насильства. Інциденти, пов'язані з ГНШ, зареєстровані в усіх країнах і регіонах світу.

## Масштаб
Багато урядів і організацій[яких?] у всьому світі працюють над отриманням достовірної інформації про ГНШ, оскільки було доведено, що це термінова проблема, яку потрібно вирішити. На основі всіх зібраних даних, пов'язаних із ГНШ у всьому світі, важливо спробувати знайти рішення для вирішення цієї проблеми.
Наприклад, звіт ЮНІСЕФ «Hidden in Plain Sight» містить найбільший перелік даних про насильство над дітьми. Як зазначалося вище, цей звіт доводить, як фізичне та сексуальне насильство відбувається в школах. Найпоширеніші типи зловживання включають:
- Знущання: кожен третій учень у віці від 13 до 15 років у всьому світі стверджує, що страждає від такого виду насильства.[1]
- Сексуальне насильство, причому кожна 10 дівчина до 20 років зазнає такого насильства. За даними Консорціуму з моніторингу якості освіти Південної та Східної Африки (SACMEQ), двоє з п'яти директорів шкіл у Південній та Східній Африці визнають факти сексуальних домагань серед здобувачів їхніх закладів.[1][3]
- Тривожним видом насильства в школі є також тілесні покарання.[4] 50 % дитячого населення світу живе в країнах, де немає захисту від тілесних покарань (на правовому та моральному рівнях).[1]
- Неблагополучні групи також є жертвами ГНШ. Повідомлялося, що понад 3000 школярів з Уганди, з яких 24 % дівчаток віком від 11 до 14 років з обмеженими можливостями, є жертвами сексуального насильства. 12 % дівчат, які не мають інвалідності, є жертвами сексуального насильства.[5][1]
- Гомофобний булінг є однією з найпоширеніших форм цькування. За даними дослідження ЮНЕСКО, понад 60% ЛГБТ-дітей у Чилі, Мексиці та Перу зазнавали цькування. Понад 55% ЛГБТІ-студентів у Таїланді повідомили, що зазнають знущань; у Сполученому Королівстві понад 90% учнів середньої школи повідомили про гомофобні знущання у своїх школах.[6] Кілька прикладів у різних країнах, у тому числі в Новій Зеландії та Норвегії, показують, що здобувачі-лесбійки, геї та бісексуали втричі частіше зазнають знущань, ніж гетеросексуальні студенти.[1][7]
- Кіберзалякування — ще одна проблема, яку необхідно вирішити. У США більшість жертв кібербулінгу стикаються з тими ж проблемами в школі. Вони також зазнають знущань у своїх установах. Від кібербулінгу дівчата потерпають частіше, ніж хлопчики (Schneider et al., 2012).[1][8]

## Першопричини
Соціальні переконання впливають на гендерні відносини в усіх країнах світу. У цьому сенсі коріння насильства над дітьми залежить від соціальної конструкції та того, як населення поводиться по відношенню до гендерних питань. Деякі з основних проблем включають:
- Гендерно-дискримінаційні норми: вони сприяють переконанню, згідно з яким чоловіки є сильнішими за жінок і що вони можуть довести свою силу, тому що вони сильніші. У багатьох суспільствах домінуючі гендерні норми переважають і впливають на людей. ЛГБТІ-особи, які не дотримуються цих гендерних норм, часто страждають від насильства, якщо вони не дотримуються цих норм. Дійсно, багато людей часто вважають ЛГБТ-людей «неналежними» і засуджують їх за підбурювання до насильства проти цієї групи.[1]
- Застосування насильства для демонстрації влади: авторитет часто формується усталеними переконаннями, які сприяють домінуванню чоловіків серед жінок. На шкільному рівні це означає, що вчителі та вчительки є сильнішими за дітей, що сприяє переконанню, що вони мають владу над дітьми. Тоді авторитет зміцнюється і підтримується.[1]
- Інші фактори включають нерівність у доходах, оскільки це є доказом соціальних обмежень. Крім того, соціальні медіа, онлайн-грумінг і тролінг також сприяють насильству серед дітей, оскільки поліція важко відслідковувати ці простори.[1]
- Школи та система освіти в цілому дотримуються певних соціальних і структурних рамок. Динаміка сектору освіти створює та відтворює середовища, потенційно небезпечні для дітей. Саме система ненавмисно наражає дітей на види насильства, які іноді можуть відтворювати, посилювати або відтворювати динаміку влади, якої слідує суспільство та люди, що до нього належать. У суспільстві є кілька суб'єктів, які відповідають за участь у цій динаміці та її створення, включаючи політиків, авторитетних осіб, учителів, батьків, інших учнів та інших. Для того, щоб ця динаміка змінилася, потрібно багато зусиль у школах і суспільстві загалом.[9]

## Наслідки
Зараження або переживання ГНШ може критично вплинути на розвиток дітей. Особливо щодо психічного та фізичного благополуччя, зокрема здоров'я дітей (ВІЛ та рання вагітність). Було продемонстровано, що постраждалі від насильства жертви насильства більш схильні приймати агресивні типи поведінки або самі проявляти насильство. Це створює порочне коло, у якому насильство стає неприйнятним. ГНШ може мати негативні та довгострокові наслідки для майбутнього молодих людей, оскільки формує їхні дорослі особистості.

### Фізичне здоров'я та результати ризикованої поведінки для здоров'я
- Травми, включаючи забої, опіки, переломи, вогнепальні та ножові поранення
- Рвані рани і садна
- Інвалідність
- Сечостатеві симптоми
- Небажана вагітність
- ЗПСШ, включаючи ВІЛ
- Розлади харчування
- Зловживання речовинами
- Ризикована сексуальна поведінка[10]

### Результати психічного здоров'я
- Тривога
- Депресія
- Гнів або ворожість
- Низька самооцінка
- Суїцидальні думки, спроби та фактичне самогубство
- Самоушкодження
- Посттравматичний стресовий розлад (ПТСР)
- Сором
- Обсесивно-компульсивний розлад
- Дисоціація
- Втрата пам'яті[10]

### Освітні результати
- Відсутність концентрації
- Нездатність до навчання
- Падіння оцінок
- Порушення на уроці
- Позашкільне відвідування
- Втеча зі школи[10]

## Проблеми вирішення проблеми ГНШ
Вирішення проблеми ГНШ викликає серйозні проблеми та є дуже складним. Ця концепція не зрозуміла багатьом і вважається делікатною для багатьох. Учасники освітнього сектору, уряди та політики, а також особи, які відвідують школи, стикаються з кількома проблемами щодо ГНШ. До них належать:

### Соціальні культурні норми
Звітувати про ситуації ГНШ у всьому світі стало особливо складно, оскільки соціальні та культурні норми не сприяють цій практиці. Більше того, неявно вони цьому перешкоджають. Багато учасників суспільства, включаючи вчителів; директори шкіл і політики все ще уникають відкритих розмов з дітьми про гендер; насильство і секс. Вони бояться рекламувати чутливі матеріали дітям через табу, яке існує в суспільстві. Потрібна праця, час і терпіння, щоб подолати усталені ідеї, які пропагують батьки в їхніх громадах. Необхідно починати справжні та чесні діалоги з дітьми, щоб створити гарантовано реальні та довгострокові результати.

### Гендерна нерівність
Гендерна нерівність стосується знецінення та дискримінації жінок і дівчат у суспільстві. Це призводить до надання більшої влади чоловікам і хлопцям, принижуючи жінок і дівчат. Наприклад, дослідження в Ефіопії показало, що хоча 93 % студентів-чоловіків визнають насильство проти дівчат незаконним, приблизно 33 % вважали, що для студентів-чоловіків прийнятно мати те, що вони хочуть, і звертатися до своєї чарівності чи сили отримати. 21 % визнали таку поведінку прийнятною.

### Обмеження спроможності
Обмеження спроможності в освітніх системах також є відповідальними за уповільнення прогресу, пов'язаного з запобіганням ГНШ. Одним із найважливіших викликів є підготовка вчителів із інструментами та чутливістю для викладання навчальної програми проти насильства та сприяння гендерній рівності. Для того, щоб відбулися справжні зміни, необхідно повільно запроваджувати ці нові інструменти, аналізуючи, хто найкраще передає ці елементи та які навички та знання потрібні. Більше того, наявність достатніх ресурсів буде дуже важливою для впровадження змін.

### Слабкі механізми координації та контролю
Іншим фактором, який обмежує прогрес у припиненні ГНШ, є слабка координація та ненадійні механізми моніторингу. Це ускладнює співпрацю між міністерствами освіти, поліції, соціальних служб, захисту дітей тощо. Це важливо, оскільки якщо ця співпраця не буде вільною, буде важко зупинити ГНШ. Для подолання викликів, зокрема бюрократії, яка порушує потік обміну знаннями, знадобиться оновлення культурного ландшафту організації.

### Слабка сервісна підтримка постраждалих
Обмежений доступ до якісних послуг, включаючи захист дітей та соціальні послуги серед інших (часто відсутні) через якість послуг. Особливо це стосується вразливих громад.

### Відсутність управління
У більшості країн наразі немає законодавства, яке б захищало дітей від насильства в школі, тобто мало що можна зробити, коли воно трапляється. Однак деякі країни нещодавно запровадили законодавство спеціально для шкіл. При цьому аспекти законодавства стали справжньою проблемою. Щоб зупинити ГНШ, винні мають бути покарані.

### Обмежені докази
З'являється, але обмежена база доказів того, що працює, хоча це сфера, якій приділяється все більше уваги. Кілька оцінок втручань з ГНШ, які існують на даний момент, значно відрізняються за методологією, суворістю, масштабом і обсягом. Це ускладнює визначення передового досвіду та висновків щодо ефективних стратегій, які можна перенести в інші середовища. Також зростає кількість багатообіцяючих практик і наявних знань, які ще не повністю задокументовані.

### Недостатньо даних і досліджень
Як зазначалося раніше, багато проблем уповільнюють звітування та впливають на якість надання надійних даних щодо певних видів насильства. Це означає, що дані є неповними в таких контекстах, як сексуальна орієнтація, расова/етнічна приналежність та інвалідність. Це важливо, оскільки всі ці контексти важливі для боротьби з ГНШ. Згідно з нещодавнім дослідженням USAID, для вирішення проблеми ГНШ необхідно покладатися на широкомасштабні дослідження, які включають висновки, які можна порівняти в різних країнах; дослідження, що демонструють різні форми ГНШ, зв'язок між зміною поведінки та розбіжністю між дослідженнями та практикою. Необхідно інвестувати в потужні інструменти системи управління даними, які розділяють дані та полегшують людям їх аналіз.

## Шість керівних стратегій національних дій

### Лідерство: закони, політика та реформа освіти
Уряди повинні продемонструвати лідерство на національному рівні шляхом:
- розробка та впровадження законів для захисту дітей від насильства, забезпечення відповідальності та однакове ставлення до всіх дітей;
- ухвалення комплексної багатогалузевої національної політики та плану дій для запобігання та реагування на ГНШ;
- зміцнення зв'язків між освітою та політикою, процедурами та системами захисту дітей;
- реформування системи освіти для посиленої та цілісної відповіді.[1]

### Навколишнє середовище: забезпечення безпеки та підтримки шкіл
Для того, щоб зробити школи безпечнішими, важливо прийняти загальношкільні підходи, які створять кращі умови для дітей. Крім того, різні типи зацікавлених сторін на рівні школи повинні бути залучені до місцевих громад та уряду. Є три конкретні стратегії:
- створення безпечних і гостинних просторів;
- переконатися, що керівні органи та керівництво школи посилають чіткі повідомлення про те, що ГНШ є неприйнятним і сприймається серйозно;
- розробка та впровадження кодексів поведінки.[1]

### Профілактика: навчальний план, викладання та навчання
На рівні освітньої галузі студенти повинні навчатися певним чином і певними темами. Щоб запобігти ГНШ, важливо:
- підходи до навчальної програми, які запобігають насильству та сприяють гендерній рівності;
- навчання персоналу освіти, щоб дати їм інструменти для запобігання та реагування на ГНШ;
- безпечні місця, де втручання в рамках навчальної програми можуть бути корисною відправною точкою для вирішення проблеми ГНШ.[1]

### Відповіді: у школах та навколо них
Коли ГНШ все ж має місце, повинні існувати чіткі, безпечні та доступні процедури та механізми для повідомлення про інциденти, допомоги жертвам і передачі справ до відповідних органів. Основні стратегії включають:
- забезпечення легкодоступних, чутливих до дітей та конфіденційних механізмів звітності;
- надання консультацій та підтримки;
- звернення до правоохоронних органів та медичних закладів.[1]

### Партнерство: співпраця та залучення ключових зацікавлених сторін
Оскільки ГНШ є дуже складним питанням, необхідно залучати багато і декілька типів зацікавлених сторін. Таким чином, мова йде про створення партнерства для боротьби з ГНШ:
- координація/співпраця між ключовими міністерствами, а також на районному рівні;
- партнерство з профспілками вчителів;
- участь дівчат і хлопців;
- робота з родинами та широкими громадами;
- залучення організацій громадянського суспільства.[1]

### Докази: моніторинг та оцінка
Національні дії повинні ґрунтуватися на дослідженнях і даних щодо ГНШ, зокрема:
- формувальні дослідження ГНШ для інформування про політику та розробку програм;
- комплексні національні системи збору даних;
- індикатори для відстеження прогресу;
- оцінки для оцінки впливу.[1]